# Municipio de Santiago Maravatío
El municipio de Santiago Maravatío es uno de los 46 municipios que conforman el estado de Guanajuato, en México

## Gobierno y política
Santiago Maravatío es uno de los  46 Municipios Libres pertenecientes al Estado de Guanajuato, cuya Constitución Política establece que:
"ARTÍCULO 106. El Municipio Libre, base de la división territorial del Estado y de su organización política y administrativa, es una Institución de carácter público, constituida por una comunidad de personas, establecida en un territorio delimitado, con personalidad jurídica y patrimonio propio, autónomo en su Gobierno Interior y libre en la administración de su Hacienda."
"ARTÍCULO 107. Los Municipios serán gobernados por un Ayuntamiento. La competencia de los Ayuntamientos se ejercerá en forma exclusiva y no habrá ninguna autoridad intermedia entre los Ayuntamientos y el Gobierno del Estado."

## Geografía e historia
El municipio de Santiago Maravatío tiene una extensión de 91.760 km² y limita al Norte y Sureste con el municipio de Salvatierra. El sitio llamado por sus primeros habitantes chichimecas fue Chalchihuican (Lugar precioso) en lengua nahua, posteriormente el asentamiento al ser conquistado por los Tarascos le cambiaron el nombre al sitio por Maravatío (Lugar precioso) en lengua tarasca. Posteriormente en el año de 1530 llegó un destacamento militar de soldados españoles que no logró vencer a los tarascos ya asentados en el sitio, por lo que cercanos a ellos fundan el pueblo de Santiago Maravatío existiendo dos asentamientos en el mismo sitio el Maravatío Tarasco y el Maravatío español. Los soldados españoles traen a sus familias en ese mismo año de 1530, sin embargo fue hasta el año de 1540 que se le expidió cédula de fundación con el carácter de pueblo. Las diez familias españolas fundadoras fueron: Chávez, Navarrete, Cardoso, Nava, García, Ruiz, López, Mercado, Murillo y Rosas. En las dos décadas siguientes (1540-1560), españoles y tarascos hacen alianza militar para defender ambos poblados de las tribus chichimecas que incursionaban dentro de ambos poblados con el fin de saquear los sembradíos, robar los animales de granja y matar a la gente. De manera que los tarascos de Maravatío fueron abandonando poco a poco sus creencias ancestrales más por convivencia con sus vecinos españoles que por imposición autoritaria y a su vez los españoles fueron tomando parte de la cultura indígena, logrando crear un sincretismo entre ambas culturas. Poco a poco los tarascos de Maravatío fueron abandonando su antiguo asentamiento para vivir dentro del poblado español. Para el año de 1599 el poblado Tarasco de maravatío y el pueblo español de Santiago Maravatío se fusionaron en uno solo conservando el nombre de Santiago Maravatío.
Santiago Maravatío, en honor del señor de Santiago que es el patrono del lugar, y conservando el vocablo tarasco de Maravatío, que significa "Lugar precioso".
Su nombre proviene del apóstol Santiago por la religión que trajeron los españoles y que posteriormente y hasta la fecha es el patrón del lugar; Maravatío es un vocablo purépecha que significa "lugar maravilloso o precioso". Está caracterizado por sus aguas termales y sus balnearios, los cuales son visitados por una gran cantidad de turistas durante todo el año.
- Altitud: 1.750 metros.
- Latitud: 20° 10´ 28´´ N
- Longitud: 100° 59´ 38´´ O

Su división política la conforman 10 localidades y 3 barrios.

## Demografía

### Localidades
En el censo de 2020 el municipio de Santiago Maravatío contaba con 15 localidades.
| Código INEGI    | Localidad                    | Población (2020) |
| --------------- | ---------------------------- | ---------------- |
| 110360001       | Santiago Maravatío           | 3 966            |
| 110360012       | Santa Rita de Casia          | 592              |
| 110360008       | Santa Teresa                 | 513              |
| 110360007       | La Leona                     | 316              |
| 110360010       | Ojo de Agua de la Yerbabuena | 249              |
| 110360004       | Hermosillo                   | 241              |
| 110360003       | El Dormido                   | 238              |
| 110360006       | La Joyita de Pastores        | 235              |
| 110360002       | Colonia Morelos              | 198              |
| 110360005       | La Joya Grande               | 65               |
| 110360015       | La Jara                      | 47               |
| 110360019       | Francisco Villa              | 23               |
| 110360020       | El Cardenal                  | 14               |
| 110360011       | La Pila                      | 13               |
| 110360018       | Los Arreola                  | 4                |
| Total municipal | Total municipal              | 6 714            |

### Barrios
- Barrio de Guadalupe
- Barrio de la Clemencia
- Barrio de la Cruz

### Colonias
- Colonia Morelos
- Calzada Independencia
- Colonia El Eden
- Colonia Presidentes
- Colonia Reforma

## Cronología de los Presidentes Municipales
Presidente Municipal y Período de Gobierno
- Vicente Mercado Murillo	 1957-1960

- Jesús Cardoso Díaz de la Serna 1960-1963

- Jesús Chávez Moreno	 1970-1972

- José Mercado García 1973

- Ángel Narváez García	 1974-1976

- Esperanza Ruiz Chávez	1977-1979

- Profr. J. Jesús Calderón Murillo 1980-1982

- Jesús Navarrete García 1983-1985

- Daniel Cuna Zamora 1986-1988

- Jesús Navarrete García 1989-1991

- David Mercado Ruiz 1992-1994

- Gonzalo Ferreira Martínez 1995-1997

- David Mercado Ruiz 1998-2000

- Guillermo García Martínez 2000-2003

- Gilberto Hernández Hurtado 2003-2006

- Gabriel Martínez Murillo 2006-2009

- Rafael López Nava 2009-2012

- Leonel Flores Hurtado 2012-2015

- Profra. Laura Chávez López 2015-2018

- Fernando Rosas Cardoso 2018-2021

- José Guadalupe Paniagua Cardoso 2021-2024

## Aspectos electorales

### Geografía electoral
Santiago Maravatío pertenece al Distrito Electoral Federal 10 con sede en Uriangato y comprende también a los municipios de: Cortazar, Salvatierra, Uriangato, Yuriria, Moroleón y Jaral del Progreso.
Santiago Maravatío pertenece al Distrito Electoral Estatal XX con sede en Yuriria que incluye también a los municipios de: Uriangato, Yuriria y Moroleón.